# 出田裕一
出田 裕一（いでた ゆういち、1984年10月7日 - ）は、日本のプロボクサー。東京都国分寺市出身。
第41代日本スーパーウェルター級王者。三迫ボクシングジム所属。
2017年のヨネクラジム閉鎖に伴い、三迫ボクシングジムに移籍した "最後のヨネクラ戦士"。

## 来歴
松丘高校卒業後、東京農業大学に進学。
2005年、ヨネクラジム所属でプロデビュー。
デビュー後は2006年度の全日本新人王（ウェルター級）に輝くなど、破竹の12連勝を飾った。
しかし、2010年の初黒星をきっかけに、そのキャリアは低迷。
2010年6月24日に後楽園ホールで渡部あきのりと最強後楽園ウェルター級準決勝を行い、6回58秒TKO負けで決勝進出ならず。
また2012年7月3日に後楽園ホールで新藤寛之と最強後楽園ウェルター級準決勝を行い、6回判定負けで決勝進出ならず。
2014年、一度現役引退するも、三迫ボクシングジムに移籍して2018年、現役復帰。しかし2012年から2019年の間、引き分けを挟んで12連敗を喫した。
その後2020年12月28日、大阪府立体育会館第2競技場で行われた「第21回クラッシュボクシング」のメインイベントにて日本ウェルター級元王者矢田良太とウェルター級8回戦を行い、8回2-0（76-76、77-75、78-74）判定勝ちにより9年10カ月ぶりの勝利で連敗ストップ。
そして2022年11月8日、後楽園ホールで行われた「フェニックスバトル」のメインで日本スーパーウェルター級王者川崎真琴と日本スーパーウェルター級タイトルマッチを行い、9回1分52秒TKO勝ちで日本王座獲得に成功。
2023年8月8日、後楽園ホールで行われた「ダイヤモンドグローブ」のセミファイナルで暫定王者中島玲と日本スーパーウェルター級王座統一戦を行い、2-1（96-94×2、94-96）の判定勝ちを収め王座統一と共に初防衛に成功した。
2024年2月13日、後楽園ホールで行われた「ダイヤモンドグローブ」のメインで日本スーパーウェルター級1位小林柾貫(角海老宝石)と日本スーパーウェルター級タイトルマッチを行い、4回中に出田の偶然のバッティングで小林が右目を負傷、5回終了時点でのスコアは1-2（48-47、46-49、47-48）で小林が優勢であったが、小林のダメージが深刻だったため7回1分47秒で試合続行不可となり、2-1（68-66、67-66、66-67）の負傷判定勝ちで2度目の防衛に成功した。
2024年10月8日、後楽園ホールで行われた「ダイヤモンドグローブ」のメインで日本スーパーウェルター級3位の加藤寿(39=熊谷コサカ)とタイトルマッチを行い、4回に2度のダウンを奪ったが加藤が倒れることはなく、5回2分44秒TKOで下して同級3度目の防衛を果たし、日本王座最年長防衛記録(40歳)を更新した。

## エピソード
- 「何があっても毎日ジムでの練習を欠かさない誠実な選手、そしてリングの上では血まみれになりながら必死の戦いを見せてくれた選手でした」と2014年の引退時、ヨネクラジムのブログでは出田を称えていた[12]。
- そして引退後の復帰にあたって出田は「まだ自分を出し切れていない、ボクシングをやってきた証を残したい」と述べていた。
- 三迫ジムへの移籍は、2017年にヨネクラジムが閉鎖したため。
- 横井龍一トレーナーとは移籍前のヨネクラジム時代、デビュー当時からの付き合いである[13]。
- 2020年の矢田戦に勝利し、連敗を12で止めた際に「これで勝ち逃げ。引退です」と言う横井トレーナーに対して、出田は「まだやります！」と答え、周囲を驚かせた。
- 「（連敗中は）いつやめるかと思っていたけど、負けても負けても数日するとすぐ練習に来るんだよ（笑）」と所属ジムの三迫会長に言われていた。
- 日本王座獲得後、インタビューに応えた三迫会長は「あのとき3人うちに来て、最初に辞めるんじゃないかと思っていた出田が、おそらく最後のヨネクラ出身チャンピオンになった。負けても負けても努力を続けた出田を誇りに思います」と感慨深げに語った。
- 2022年11月8日の日本スーパーウェルター級タイトルマッチの入場曲はMIYAVIの「Futurism」
- 2023年8月8日以降の試合での入場曲はMOB CHOIR（モブ・クワイア）の「1」
- 好きな食べ物の一つに、福砂屋の特製五三焼カステラがある。

## 戦績
- アマチュアボクシング - 28戦16勝12敗
- プロボクシング - 37戦19勝（10KO）17敗1分

## 獲得タイトル
- 第41代日本スーパーウェルター級王座（防衛3）